# 愛と青春の旅だち (宝塚歌劇)
『愛と青春の旅だち』（あいとせいしゅんのたびだち）は宝塚歌劇団のミュージカル作品。星組公演。脚本・演出は石田昌也。併演は『宝塚花の踊り絵巻』－秋の踊り－。

## 公演期間と公演場所
- 2010年10月8日(金) - 11月8日(月)（新人公演：10月26日(火)18：00開演）　宝塚大劇場
- 2010年11月26日(金) - 12月26日(日)（新人公演：12月9日(木)18：30開演）　東京宝塚劇場

## 解説
1982年に公開された、リチャード・ギア主演による同名のアメリカ映画で、日本でもヒットした青春映画の世界初のミュージカル化。シアトルに住むザックは、かねてからの夢だったパイロットになるため、父の反対を押し切って海軍士官学校に入学する。そこには鬼軍曹が待ち受けていた。厳しい訓練をこなしながら、町工場の娘との恋、同期との友情を育みながら成長する青年の姿を描く。ジョー・コッカーとジェニファー・ウォーンズのデュエットでアカデミー歌曲賞を受賞した、「Up Where We Belong」も、使用した。

## スタッフ
宝塚大劇場公演
- 原作：ダグラス・デイ・スチュアート
- 脚本・演出：石田昌也
- 作曲・編曲：手島恭子、中尾太郎
- 音楽指揮：佐々田愛一郎
- 振付：伊賀裕子、御織ゆみ乃
- アクションコーディネーター：金田治
- 装置：関谷敏昭
- 衣装：有村淳
- 照明：安藤俊雄
- 音響：渋谷博
- 小道具：福澤和宣
- 歌唱指導：矢部玲司
- 映像デザイン：イメージファクトリー
- 演出助手：生田大和、岡本寛子
- アクションコーディネーター補：竹田道弘
- 舞台進行：宮脇学

- 舞台美術製作：株式会社 宝塚舞台（併演作品と共通）
- 演奏：宝塚歌劇オーケストラ（併演作品と共通）
- 制作：渡辺裕（併演作品と共通）
- 制作・著作：宝塚歌劇団（併演作品と共通）
- 主催：阪急電鉄株式会社（併演作品と共通）

出典：宝塚大劇場公演プログラム

## 主な配役
（）は新人公演。
- ザッカリー・メイヨー（ザック）：柚希礼音（芹香斗亜）
- ポーラ：夢咲ねね（音波みのり）
- フォーリー軍曹：凰稀かなめ（真風涼帆）

- 校長：磯野千尋（ひろ香祐）
- バイロン：英真なおき（夏樹れい）
- ポーラの母：万里柚美（白妙なつ）
- シドの父：にしき愛（直樹じゅん）
- ダーリー軍曹：美稀千種（真月咲）
- ペリマン：涼紫央（麻央侑希）
- シドの母：毬乃ゆい（南風里名）
- カーティス軍曹：美城れん（漣レイラ）
- シーガーの父：天霧真世（朝都まお）
- マーク：天霧真世（千寿はる）
- ミセス･ラファエル：花愛瑞穂（優香りこ）
- バーニー：音花ゆり（夢妃杏瑠）
- ミック：鶴美舞夕（瀬稀ゆりと）
- デラセラ：夢乃聖夏（如月蓮）
- カウボーイ：水輝涼（汐月しゅう）
- スーザン：妃咲せあら（稀鳥まりや）
- 女兵士：華苑みゆう（愛水せれ奈）
- シド：紅ゆずる（天寿光希）
- ムーア：碧海りま（朝都まお）
- リネット：白華れみ（早乙女わかば）
- アル：壱城あずさ（海隼人）
- イーサン：美弥るりか（大輝真琴）
- ウォルター：如月蓮（礼真琴）
- シーガーの母：白妙なつ（夢城えれん）
- 少年ザック：稀鳥まりや（音咲いつき）
- シーガー：音波みのり（華雅りりか）
- ペリマンの妻：優香りこ（妃白ゆあ）
- エディー：真風涼帆（十碧れいや）

## 参考資料及び外部リンク
- 宝塚歌劇団公式ページの宝塚大劇場公演案内
- 宝塚歌劇団公式ページの東京宝塚劇場公演案内